# Фазани, Франческо Антонио
Франческо Антонио Фазани (итал. Francesco Antonio Fasani; 6 августа 1681, Лучера, Апулия — 29 ноября 1742, Лучера, Апулия) — святой Римско-Католической Церкви, монах-францисканец Ордена меньших братьев конвентуальных (O.F.M.Conv.).

## Биография
Родился в итальянском городе Лучера. Родители при рождении дали ему несколько имëн — Донат Антонио Джованни Никола, но называли его Джованнелли.
С ранних лет был связан с  конвентуальными францисканцами, служил министрантом в церкви, и окончил школу, в которой преподавали духовные братья святого Франциска Ассизского.
В 1695 г. при вступлении во францисканский орден, получил имя Франческо Антонио. Изучал философию и теологию в нескольких коллегиях ордена. Стал доктором наук.
Священнический сан принял в Ассизи в 1705 г.
Дальнейшая его жизнь тесно связана с монастырëм в Лучере. В местной коллегии он преподавал, позже стал её ректором.
Святой Франческо стал настоятелем монастыря и орденской провинции, а также воспитателем начинающих учителей. Опекал бедных, больных и заключенных.
20 марта 1731 года в провинции Фоджа произошло землетрясение, после которого церковь XIV века была сильно повреждена. Фазани собрал пожертвания и восстановил церковь. При жизни почитался святым.
Умер в возрасте 60 лет, 29 ноября 1742 года. 

## Прославление
Беатифицирован в 1951 году папой Пием XII. В 1986 году папа Иоанн Павел II канонизировал его.
День памяти святого Франческо Антонио в католической церкви приходится на 27 ноября.